# Oleksandr Rybka
Oleksandr Yevhenovych Rybka (en ukrainien : Рибка Олександр Євгенійович), né le 10 avril 1987 à Kiev (Ukraine), est un footballeur ukrainien. Il joue au poste de gardien de but avec Kardemir Karabükspor.

## Biographie

### En sélection nationale
Le 11 octobre 2011, il reçoit sa première sélection en équipe d'Ukraine, lors du match Estonie - Ukraine à A. Le Coq Arena (victoire 0-2).

### Dopage
Le 30 janvier 2012, il a été suspendu deux ans par l'UEFA à la suite d'un contrôle positif à un diurétique interdit. Le contrôle a été effectué fin novembre 2011 lors d'une visite surprise des inspecteurs de l'organisation européenne au centre d'entraînement du Shakhtar peu après un match de Championnat. Il aurait utilisé ce produit pour perdre du poids, sans consulter le médecin du club.

## Statistiques

### En sélection nationale
| Sélection | Année | Matchs | Buts |
| --------- | ----- | ------ | ---- |
| Ukraine A | 2011  | 1      | -0   |
| Total     | Total | 1      | -0   |

## Palmarès
- Avec le Dynamo Kiev :
  - Champion d'Ukraine en 2007, 2009, 2015 et 2016
  - Vainqueur de la Coupe d'Ukraine en 2006 et 2007
  - Vainqueur de la Supercoupe d'Ukraine en 2006, 2007 et 2009.

- Avec le Shakhtar Donetsk :
  - Champion d'Ukraine en 2012